# Julien Mertine
Julien Mertine (Saint-Germain-en-Laye, 25 de junho de 1988) é um desportista francês que compete em esgrima, especialista na modalidade de florete.
Participou nos Jogos Olímpicos de Verão de 2020, obtendo uma medalha de ouro na prova por equipas (junto com Erwann Le Péchoux, Enzo Lefort e Maxime Pauty).
Ganhou três medalhas no Campeonato Mundial de Esgrima entre os anos 2014 e 2019, e quatro medalhas no Campeonato Europeu de Esgrima entre os anos 2014 e 2019.

## Palmarés internacional
| Jogos Olímpicos    | Jogos Olímpicos        | Jogos Olímpicos   | Jogos Olímpicos     |
| Ano                | Lugar                  | Medalha           | Prova               |
| ------------------ | ---------------------- | ----------------- | ------------------- |
| 2020               | Tóquio ( Japão)        | Medalha de ouro   | Florete por equipas |
| 2024               | Paris ( França)        | Medalha de bronze | Florete por equipas |
| Campeonato Mundial |                        |                   |                     |
| Ano                | Lugar                  | Medalha           | Prova               |
| 2014               | Kazán ( Rússia)        | Medalha de ouro   | Florete por equipas |
| 2017               | Leipzig ( Alemanha)    | Medalha de bronze | Florete por equipas |
| 2019               | Budapeste ( Hungria)   | Medalha de prata  | Florete por equipas |
| Campeonato Europeu |                        |                   |                     |
| Ano                | Lugar                  | Medalha           | Prova               |
| 2014               | Estrasburgo ( França)  | Medalha de ouro   | Florete por equipas |
| 2015               | Montreux ( Suíça )     | Medalha de ouro   | Florete por equipas |
| 2017               | Tiflis ( Geórgia)      | Medalha de ouro   | Florete por equipas |
| 2019               | Düsseldorf ( Alemanha) | Medalha de ouro   | Florete por equipas |